# Cheliplanilla
Cheliplanilla är ett släkte av plattmaskar. Cheliplanilla ingår i familjen Karkinorhynchidae.
Släktet innehåller bara arten Cheliplanilla caudata.